# Actinorhytis
Актинорис (Actinorhytis), калаппова пальма, тангало — монотипний рід рослин у родині пальмові (Areceae). Єдиний вид у роді — Actinorhytis calapparia росте в джунглях Океанії та Південно-Східної Азії. Назва виду походить з грецьких слів «промінь» і «гнути», що змальовують характерний для цієї рослини довгий зігнутий ендосперм.

## Будова
Рослина має окремий стрункий стовбур, що досягає 12-14 метрів висоти і не більше ніж 20 см ширини. Стовбур біло-коричневого кольору увінчується гладенькою потовщеною основою листя (капітель). Біля землі він покритий великою кількістю повітряних коренів. Крона з листя не густа. Кожен зігнутий листок має близько 3 метрів довжини з перистими 45-ти сантиметровими листочками темно-зеленого кольору. Листочки розміщені близько і тісно вздовж рахісу.

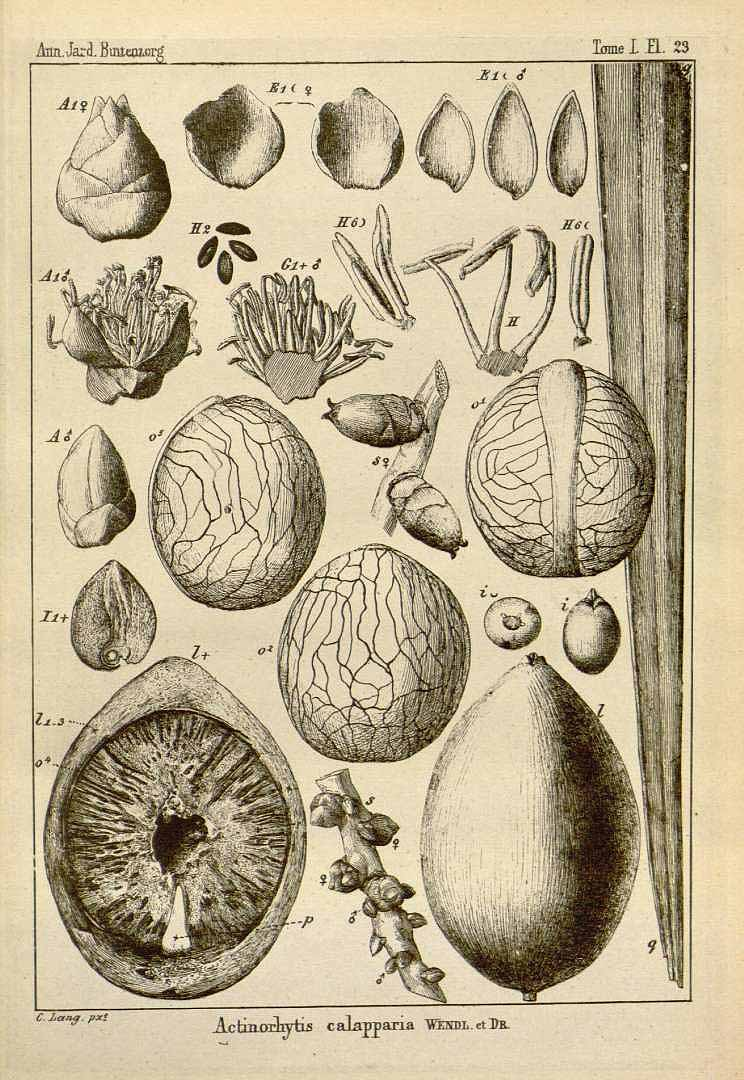
Actinorhytis calapparia у «Annales du Jardin Botanique de Buitenzorg»

Пучки одностатевих суцвіть з кремовими чоловічими та жіночими квітами оперізують стовбур нижче листків. Кожна квітка моє по три пелюстки та три удвічі довших за них чашолистика. Яйцеподібні плоди пурпурного кольору містять по одній насінині.

## Поширення та середовище існування
Actinorhytis calapparia походить з Нової Гвінеї та Соломонових островів. Найкраще росте в умовах низинних джунглів на висоті до 1000 метрів над рівнем моря. Більшість життя рослина розвивається у густому підліску і зрештою дістає пологу лісу. Цей вид прижився у Таїланді, Суматрі та Малайзії.

## Використання
Широко культивується селянами у південно-східній Азії. Використовується у магічних цілях, як лікарська рослина та як замінник бетеля. Рослина вимоглива до вологості та ґрунту.